# Lonchophylla peracchii
Lonchophylla peracchii (Dias, Esberard & Moratelli, 2013) è un pipistrello della famiglia dei Fillostomidi endemico del Brasile.

## Descrizione

### Dimensioni
Pipistrello di piccole dimensioni, con la lunghezza dell'avambraccio tra 34,5 e 36,9 mm.

### Aspetto
La pelliccia è lunga e setosa. Le parti dorsali sono brunastre, mentre le parti ventrali sono più chiare. Il muso è lungo, con il labbro inferiore attraversato da un profondo solco longitudinale contornato da due cuscinetti carnosi e che si estende ben oltre quello superiore. La foglia nasale è lanceolata, ben sviluppata e con la porzione anteriore saldata al labbro superiore. Le orecchie sono corte, triangolari, strette in punta e ben separate tra loro. Il trago è corto, spatolato e con l'estremità arrotondata. Le membrane alari sono marroni e attaccate posteriormente sulle caviglie. La coda è corta e fuoriesce con l'estremità dalla superficie dorsale delluropatagio. Il calcar è più corto del piede.

## Biologia

### Alimentazione
Si nutre di nettare e polline.

### Riproduzione
Femmine in uno stato avanzato di gravidanza sono state catturate nel mese di dicembre nello stato di Rio de Janeiro.

## Distribuzione e habitat
Questa specie è conosciuta soltanto negli stati brasiliani sud-orientali di San Paolo, Espírito Santo, Rio de Janeiro e Bahia.
Vive nelle foreste atlantiche.

## Conservazione
Questa specie, essendo stata scoperta solo recentemente, non è stata sottoposta ancora a nessun criterio di conservazione.